# Заштићено станиште Дивчибаре
Дивчибаре је природно добро у поступку заштите у категорији заштићено станиште, на територији града Ваљева. 

## Историјат
Заштићено станиште Дивчибаре се налази на простору ваздушне бање Дивчибаре, на планини Маљен. Поступак заштите је покренут 2022. године. Предвиђена је заштита друге категорије, а само станиште обухвата три физички одвојена локалитета: Бела Каменица, Жујан и Питомине у којима се налазе очуване заједнице белог и црног бора уз присуство још 464 различите биљне врсте, од којих су поједине строго заштићене.